# Enrique Martegani
Enrique Andrés Martegani (Buenos Aires, 22 febbraio 1925 – Buenos Aires, 20 ottobre 2006) è stato un calciatore argentino, di ruolo attaccante o centrocampista.

## Carriera
Ha giocato nella massima serie italiana con Padova, Palermo e Lazio. Del Palermo era un giocatore importante. Proprietario del suo cartellino rimase Raimondo Lanza di Trabia, anche dopo che quest'ultimo non fu più il presidente dei rosanero, e il principe, alla sua morte, lasciò il giocatore in eredità alla moglie Olga Villi. Con la maglia rosanero ha segnato 21 goal: 18 in Serie A e 3 in Serie B.